# Conrad Zellweger (Politiker, 1631)

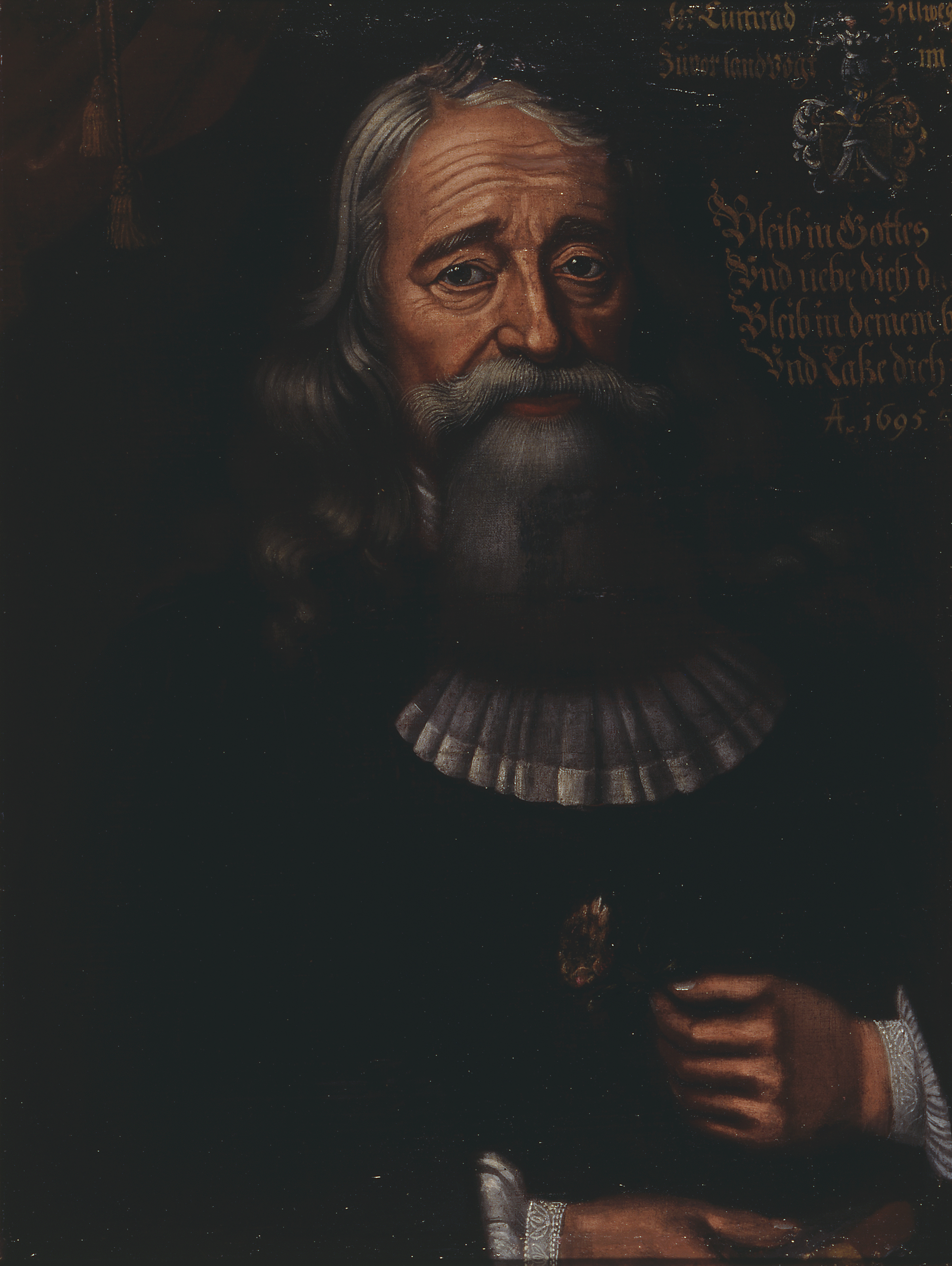
Conrad Zellweger, 13. Landammann von Appenzell Ausserrhoden 1683–1695

Conrad Zellweger  (* 21. April 1631 in Teufen; † 17. Dezember 1695 in Trogen; heimatberechtigt in Teufen) war ein Schweizer Landessäckelmeister, Landvogt, Landammann und Tagsatzungsgesandter aus dem Kanton Appenzell Ausserrhoden.

## Leben
Conrad Zellweger war ein Sohn von Johannes Zellweger und Katharina Koller. Im Jahr 1654 heiratete er Elisabeth Alder und 1660 seine zweite Ehefrau Elsbeth Sturzenegger, Tochter von Hans Sturzenegger. Er übersiedelte um 1648 mit der Familie von Teufen nach Trogen. Er war Wirt und Glaser.
Von 1668 bis 1680 amtierte er als Landessäckelmeister und ab 1680 bis 1682 als eidgenössischer Landvogt im Rheintal. Von 1683 bis 1695 war er Landammann und Tagsatzungsgesandter. Als Landvogt beliebt, überreichten ihm sämtliche Höfe ein Abschiedsgeschenk, und seine ehemaligen Untergebenen fragten bei ihm noch jahrelang um Rat nach. Appenzell Ausserrhoden verschob die Ersatzwahl für den 1680 verstorbenen Landammann Pelagius Schläpfer, bis Zellwegers Amtszeit als Landvogt abgelaufen war. Seine Amtszeit war durch Hungerkrisen, neue Militärkapitulationen (Truppenstellungsverträge) und mehrere innerkommunale Auseinandersetzungen gekennzeichnet.